# Конвой Рабаул — Трук (09.04.43 — 14.04.43)
Конвой Рабаул — Трук (09.04.43 — 14.04.43) — японський конвой часів Другої світової війни, проведення якого відбувалось у квітні 1943 року.
Конвой сформували в Рабаулі — головній передовій базі японців в архіпелазі Бісмарка, з якої вони провадили операції на Соломонових островах та сході Нової Гвінеї. Пунктом призначення при цьому був Трук (Чуук) на сході Каролінських островів (ще до війни тут створили потужну базу ВМФ, через яку до лютого 1944 року провадились операції та йшло постачання японських сил у кількох архіпелагах).
До складу конвою увійшли судна «Коан-Мару», «Кьоєй-Мару» (Kyoei Maru), «Хіши-Мару № 2» та «Харуна-Мару». Їх ескорт забезпечував мисливець за підводними човнами CH-37.
9 квітня 1943 року судна вийшли з Рабаула та попрямували на північ. 10 квітня CH-37 полишив конвой та повернувся до Рабаула.
12 квітня за 220 км на північний захід від Труку підводний човен Pike здійснив торпедну атаку на конвой, проте «Коан-Мару» зміг ухилитися від неї.
13 квітня конвой зустріли два есмінці, а вранці 14 квітня він прибув на Трук.